# Mahalla

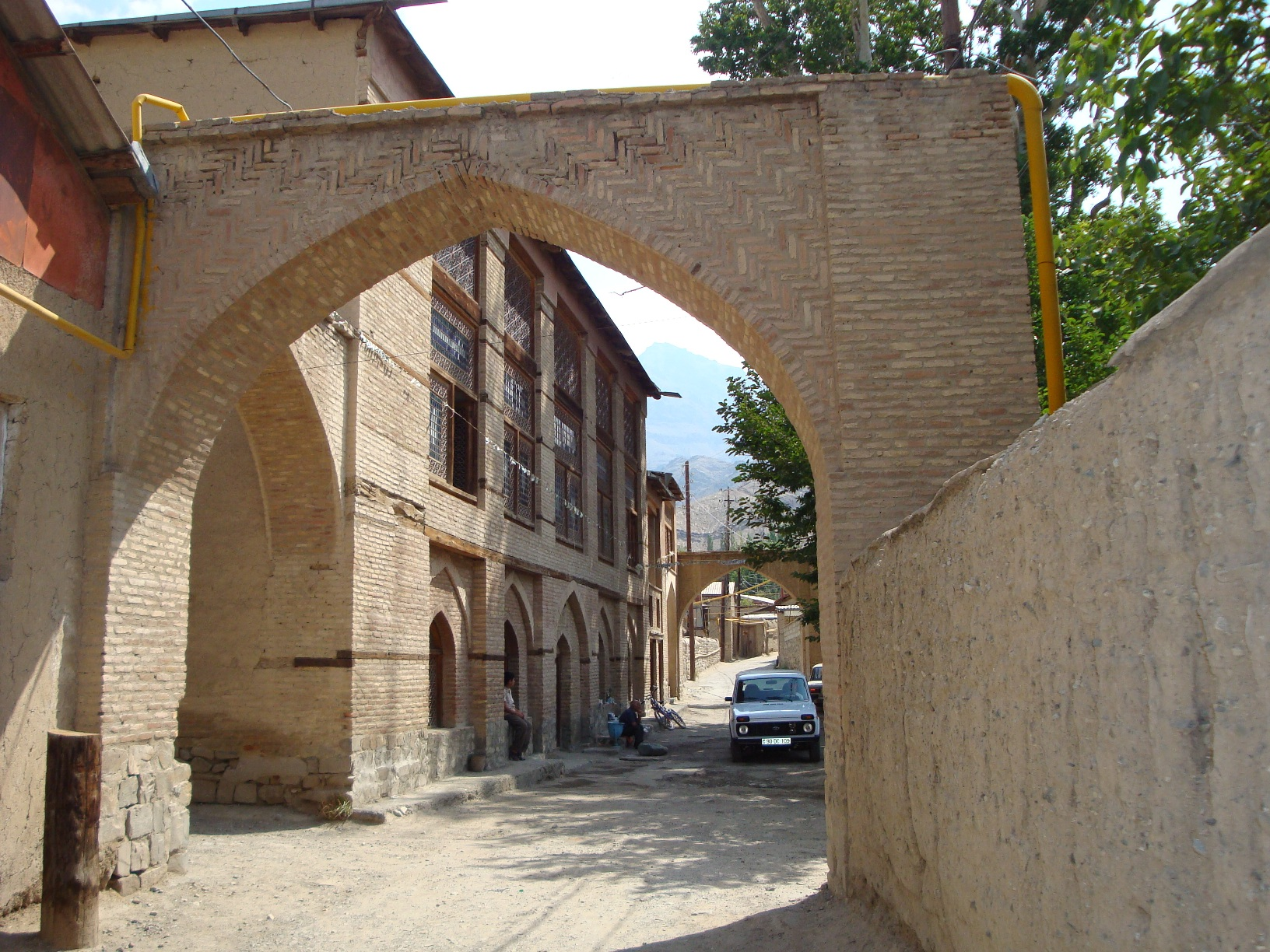
Mahalla de Sarshahar en Ordubad, Azerbaiyán.

Una mahalla, mahallah, mahallya, mahalle, mohalla, mehalla o mehalle (en árabe محلة maḥalla; en bengalí: মহল্লা mahallā; en hindi: मोहल्ला mōhallā; en persa: محله‎ maḥalla; en urdu: محله‎; en azerí: Məhəllə; en albanés: mahallë, mahalla, mëhallë o mëhalla), es una subdivisión territorial o barrio en algunas partes del mundo árabe, los Balcanes, Asia occidental y meridional y las naciones cercanas.

## Mahalla en Bangladés
En Bangladés, la mahalla está directamente subordinada a una ciudad o pueblo, especialmente un distrito electoral, con fines rituales y representativos. A diferencia de los wards electorales, es una unidad opcional y no electiva de la corporation municipal. Históricamente, las mahallas eran instituciones sociales autónomas construidas alrededor de vínculos familiares y rituales islámicos. Hoy día son popularmente reconocidas como barrios de las ciudades y pueblos.

## Mahalle en Turquía
En el Imperio Otomano, una mahalle era la más pequeña entidad administrativa. la mahalle es percibida generalmente como que juega un papel importante en la formación de la identidad, con su mezquita y cafetería locales como principales instituciones sociales. Reposa en la intersección de la vida familiar privada y la esfera pública. Las importantes funciones de gestión a nivel comunitario se realizan a través de la solidaridad de las mahalles, como el caso de ceremonias religiosas, rituales del ciclo de vida, gestión de recursos o resolución de conflictos.

## Mahalla para los uzbekos
Una mahalla es una división urbana en las comunidades uzbekas que hoy existen en Uzbekistán, Kirguistán y Tayikistán. Históricamente, las mahallas eran instituciones sociales autónomas construidas alrededor de vínculos familiares y rituales islámicos. Antes del establecimiento del gobierno soviético en Uzbekistán, las mahallas cumplían funciones locales de autogobierno que conectaban la esfera privada con la esfera pública.
Las antiguas mahallas musulmanas de las grandes ciudades históricas de Uzbekistán, en muchos casos están siendo degradadas por falta de conservación o en otros casos, derruidas para establecer nuevos equipamientos. Considerando el turismo como un sector estratégico existen planes para restaurar, las en algunos casos, joyas patrimoniales e históricas.

## Rusia y antigua Unión Soviética
En Rusia y en varios países que alguna vez formaron parte de la Unión Soviética, una mahalla es una congregación o "parroquia" islámica. Típicamente, una mahalla tiene una sola mezquita y el imán es visto como su cabeza espiritual. La creación de una nueva mahalla implicaba la construcción de una nueva mezquita. La mahalla está directamente subordinada y supervisada por un muhtasib y un muhtasibat territorial islámico.

## Algunas notable mahallas
- El Mahalla El Kubra, Egipto
- Mahala (Podgorica), Montenegro
- Mohalla Sadiqabad, Pakistán
- Shahi Mohalla, Pakistán